# West Jordan
West Jordan è una città degli Stati Uniti d'America, nella contea di Salt Lake, nello Stato dello Utah.